# Harpactini
Harpactini – plemię ptaków z podrodziny trogonów właściwych (Trogoninae) w obrębie rodziny trogonów (Trogonidae).

## Zasięg występowania
Plemię obejmuje gatunki występujące w Azji.

## Podział systematyczny
Do plemienia należą następujące rodzaje:
- Apalharpactes Bonaparte, 1854
- Harpactes Swainson, 1833